# 小叶铜钱白珠
小叶铜钱白珠（学名：Gaultheria nummularioides var. microphylla）为杜鹃花科白珠树属铜钱白珠的变种。分布在中国大陆的西藏等地，生长于海拔2,000米至3,100米的地区，一般生于松林下或林缘，目前尚未由人工引种栽培。